# 경계침범죄
경계침범죄(境界侵犯罪) 계표(界表)를 손괴·이동 또는 제거하거나 기타의 방법으로 토지의 경계를 인식불능하게 하는 죄. 계표의 손괴, 이동 또는 제거는 토지의 경계를 인식불능하게 하는 행위의 예시이고, 기타의 방법으로 경계를 인식불능하게 하는 행위도 동조의 범죄를 구성한다.

## 목적
본죄는 토지의 경계에 관한 권리관계의 안정을 확보하여 사권을 보호하고 사회질서를 유지하려는 데 그 목적이 있다. 본죄는 부동산 절도를 인정하지 않는 현행법체계하에서 부동산 침탈(侵奪)행위를 규제하는 작용을 한다고 할 것이며, 이 점에서 단순한 재물손괴죄의 일유형(一類型) 이상의 의미를 갖는다.

## 조문
제370조(경계침범) 경계표를 손괴, 이동 또는 제거하거나 기타 방법으로 토지의 경계를 인식 불능하게 한 자는 3년 이하의 징역 또는 500만원 이하의 벌금에 처한다. <개정 1995.12.29>

## 정의

### 경계표
'경계표'는 토지의 경계를 표시하는 표지(標識)이다. 경계표는 그것이 어느 정도 객관적으로 통용되는 사실상의 경계를 표시하는 것이라면 영속적인 것이 아니고 일시적인 것이라도 상관이 없으며, 비록 실제상의 경계선에 부합되지 않는 경계표라 할지라도 그것이 종전부터 일반적으로 승인되어 온 것이라면 계표에 해당된다 할 것이다. 반면 기존 경계가 진실한 권리상태와 맞지 않는다는 이유로 당사자의 어느 한쪽이 기존경계를 무시하고 일방적으로 경계 측량을 하여 이를 실체권리관계에 맞는 경계라고 주장하면서 그 위에 계표를 설치하더라도 이와 같은 경계표는 경계침범죄에서의 계표에 해당되지 않는다.

### 토지의 경계
'토지의 경계'는 토지에 관한 사법상의 권리(소유권·지상권 등)의 범위를 표시하는 경계뿐 아니라 공법상의 관계에 기하는 토지의 경계(예；도·시·군·읍·면의 경계)도 포함한다. 법률상의 정당한 경계에 부합되지 아니하는 경계라고 하더라도 이해관계인들의 명시적 또는 묵시적 합의에 의하여 정하여진 것이면 이는 이 법조에서 말하는 경계이다.

### 기타의 방법
'기타의 방법'에는 타인의 토지 위에 무단히 주택을 건축하여 그 경계를 흐리게 하는 행위도 포함된다고 본다. 사실상 경계의 인식을 불가능하게 함으로써 족하고, 등기부에의 조회나 측량 등의 방법으로 새로이 정확한 경계를 인식할 수 있어도 이는 본죄의 성립과 관계 없다.

### 침범
피고인이 피해자의 대지와 인접한 대지 위에 2층 스라브주택 및 점포를 신축하고 위 건물의 1층과 2층 사이에 있는 처마가 피해자 소유의 가옥 지붕 위로 나와 경계를 침범하였다는 공소사실은 그 자체가 경계침범에 해당하지 않는다.

### 인식불능
인식불능으로 인정 한 판례에 따르면 기왕에 건립되어 있던 담벽의 연장선상에 추가로 담벽을 설치한 행위는 토지경계에 대한 인식불능되지 않다고 보았고, 건물을 신축하면서 그 건물의 1층과 2층 사이에 있는 처마를 피해자 소유의 가옥 지붕위로 나오게 한 사실만으로는 양토지의 경계가 인식불능되지 않았다고, 판시하였다.

## 미수범
경계침범죄에 대하여는 미수죄에 관한 규정이 없으므로 계표의 손괴 등의 행위가 있더라도 토지경계의 인식불능의 결과가 발생하지 않은 한 본죄가 성립될 수 없다.

## 사례

### 경계침범 인정
- 타인 소유 토지 8평을 침범 건물을 신축[13]
- 토지경계 분쟁 중 경계 부근에 심어진 조형소나무를 뽑아냄[14]

### 경계침범 부정
- 피고인이 건물을 신축하면서 그 건물의 1층과 2층 사이에 있는 처마를 피해자소유의 가옥 지붕위로 나오게 한 사실만으로는 양토지의 경계가 인식불능 되었다고 볼 수 없음[15]
- 기존의 담벽이 연장선상에 담벽 추가 설치[16]

## 형량
3년 이하의 징역 또는 500만원 이하의 벌금에 처한다.

## 같이 보기
- 대한민국 형법 제370조 경계침범